# Jørgen Hansen (Ruderer)
Jørgen Christian Hansen (* 14. August 1890 in Sakskøbing; † 10. September 1953 in Gentofte) war ein dänischer Ruderer und Olympiasieger.
Bei der in Djurgårdsbrunnsviken ausgetragenen Olympischen Regatta 1912 gab es zwei Wettbewerbe im Vierer mit Steuermann. In der heute international üblichen Bootsklasse wurde die Dollen am Ausleger befestigt. In der anderen, damals in Skandinavien üblichen, Bootsklasse waren die Dollen direkt am Bootsrand, am Dollbord, befestigt. Die Bootsklasse mit Befestigung am Dollbord war nur 1912 olympisch.
In der Klasse mit Dollbord traten sechs Boote an: Je zwei Boote kamen aus Schweden und Norwegen, eines aus Dänemark und nur das französische Boot war nicht aus Skandinavien. Es traten im Vorlauf je zwei Boote gegeneinander an, das dänische Boot vom Nykøbing Falster Roklub trat gegen das Boot aus Göteborg an und gewann sicher mit anderthalb Längen Vorsprung. Im ersten Halbfinale siegten die Schweden vom Roddklubben af 1912 aus Malmö und Helsingborg gegen die Norweger vom Ormsund Roklub, im zweiten Halbfinale ruderten die Dänen ohne Gegner ins Ziel. Die Schweden hatten nicht nur ein Halbfinale im Vierer, sondern auch ein Viertelfinale im Achter hinter sich, als sie gegen die Dänen zum Finale antraten. Dort siegten die Dänen mit zwölf Sekunden Vorsprung.
Ejler Allert und Hansen waren im Vierer mehrfach dänischer Meister. Später war der gelernte Maschinendreher als Schmied in einer Zuckerfabrik in Nykøbing Falster beschäftigt.

## Weblinks

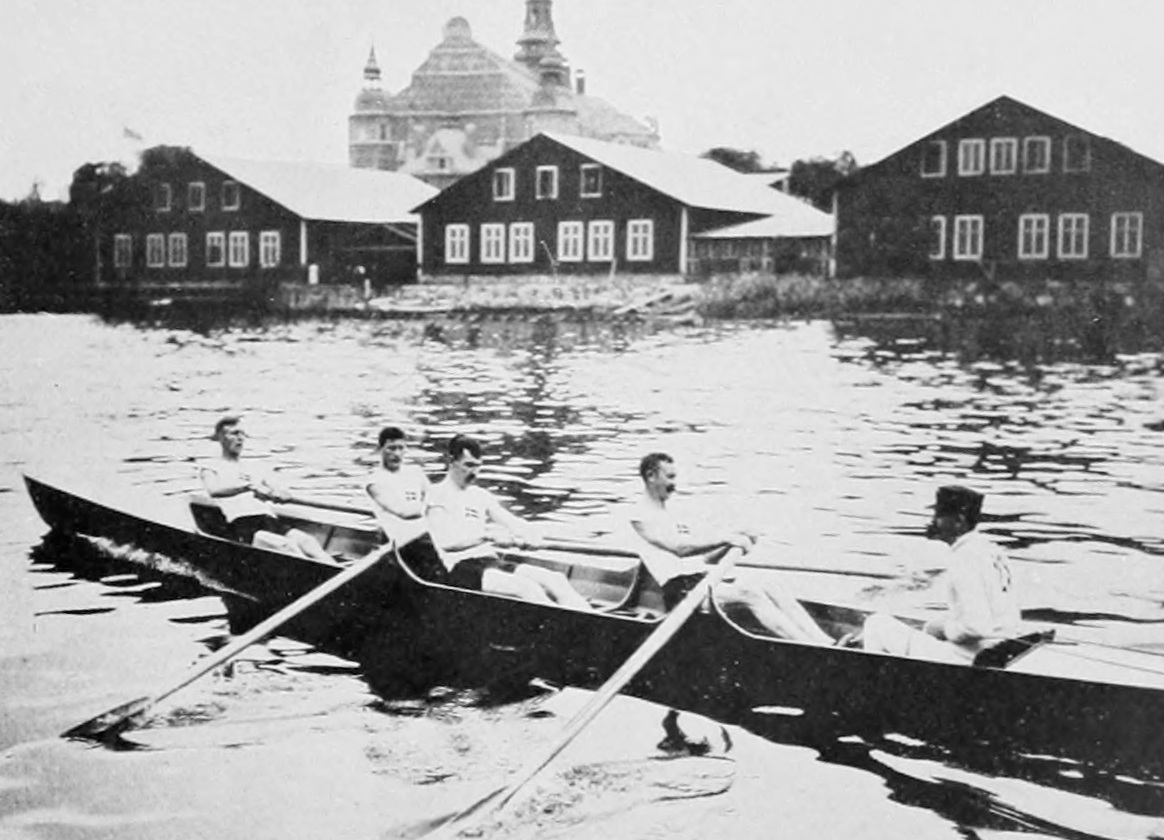
Dänischer Dollbordvierer 1912